# Storytel
Storytel (Сторител) — шведская компания, представляющая одноимённый стриминговый сервис аудиокниг. Начала свою работу в России в 2017 году. Помимо аудиокниг контент сервиса составляют аудиосериалы, подкасты, лекции, стендапы.
В 2020 году в библиотеке сервиса в России насчитывалось более 20 тысяч книг на русском языке и 50 тысяч на английском. Сервис Storytel присутствует в 20 странах.
Мировая аудитория сервиса в 2020 году составляла более 1 млн абонентов.
С 1 октября 2022 года сервис Storytel прекратил свою работу в России. В феврале 2023 года бывшая команда сервиса запустила книжное издательство «Дом историй».

## Продукт
Storytel является работающим по подписке онлайн-сервисом, позволяющим слушать и читать книги через приложение в смартфоне или планшете. Зарегистрироваться в приложении можно с помощью электронной почты или авторизации через Facebook. Книги доступны как в режиме онлайн, так и офлайн при предварительном сохранении книги.
Дополнительные возможности:
- Таймер сна позволяет автоматически остановить воспроизведение по истечении установленного времени
- Регулировка скорости позволяет ускорить или замедлить воспроизведение
- Возможность делать пометки
- Рекомендации предлагают новые книги с учётом интересов пользователя
- Поиск по названию, автору, жанру, категориям, а также по чтецу (например, Константин Хабенский и Ефим Шифрин читают Довлатова, Сергей Чонишвили Хэмингуэя, Кеннет Брана Агату Кристи и тд.)
- Возможность скачивать книги для чтения в офлайн-режиме
- Детский режим — возможность разделить с ребёнком одну подписку, обеспечив ему доступ только к детскому контенту[8][9].
- Оставлять и читать отзывы на книги
- Оценивать книгу с помощью эмодзи
- Переключение с прослушивания книги на её чтение (при наличии аудио- и электронной версии книги)
- Помимо аудиокниг, на сервисе доступны аудиосериалы, подкасты и лекции

## История
Компания Storytel была основана в 2005 году Йонасом Телландером и Йоном Хаукссоном.
В 2009 году из-за медленного роста подписчиков и низких доходов Йонас Телландер решил принять участие в телевизионном шоу для предпринимателей Draknästet. По итогам шоу основатель Insplanet и Mediaplanet International Ричарда Баге вложил в Storytel 1 млн крон, что помогло компании развиваться дальше.
В 2015 году другой член жюри Draknästet шведский бизнесмен Свен Хагстремер инвестировал в Storytel 25 млн крон.
Инвестиции позволили компании приобрести несколько книжных издательств, что открыло доступ к правам на произведения и переводы всемирно известных авторов.
После покупки издательства Massolit Media в 2015 году, Storytel становится публичной компанией.
С 2014 года Storytel работает в Дании и Нидерландах, с 2015-го в Норвегии, с 2016-го в Польше и Финляндии. Также в 2014 году было выпущено приложение для IPhone и добавлены функция синхронного переключения между аудиокнигами и электронными.
в 2017 году компания приобретает датский книжный сервис Mofibo и становится крупнейшим в Северной Европе книжным сервисом аудио- и электронных книг.
По итогам третьего квартала 2019 года выручка компании выросла на 43 % по сравнению с аналогичным периодом в 2018 году.
Во время пандемии COVID-19 количество подписчиков Storytel в мире увеличилось в 3 раза.

## Storytel в России
В мае 2017 года Storytel начал работу в России, предлагая пользователям сервиса около 2,5 тысяч аудиокниг. В число издательств, сотрудничающих с сервисом, входят «Альпина Паблишер», «Рипол-классик», «Азбука-Аттикус», «Аудиокнига» (входит в группу «Эксмо-АСТ»), «Фантом Пресс», Corpus, «Синдбад».
Генеральным директором ООО «Сторител» был назначен Борис Макаренков, создавший приложение «Книга вслух» и розничную сеть «КиТ».
В 2018 году в российском Storytel стали доступны около 10 тысяч книг на русском языке и около 50 тысяч на английском.
В марте 2018 года на российском рынке аудиокниг Storytel занимал долю в 15 %.
Самой прослушиваемой книгой в 2018-19 годах стала «Sapiens: Краткая история человечества» Юваля Ноя Харари.
В ноябре 2019 года сервис запустил онлайн-курс о современном искусстве, состоящий из 19 лекций и дискуссий и доступный для всех пользователей Storytel.
В январе 2020 года сервис запустил собственный блог «Жизнь в историях».
В июне 2020 года Storytel запустил в России платформу Storytel Hub, с помощью которой пользователи могут самостоятельно загружать собственные аудиопроизведения (аудиокниги, подкасты, лекции и др.) и получать доход от их прослушивания.
В 2021 году самым популярным писателем из России по данным сервиса стал Борис Акунин. На втором месте по популярности у россиян оказался Фрэнк Герберт, за ним Дмитрий Глуховский, Стивен Кинг и Фредрик Бакман. Самой читаемой в России аудиокнигой стала «Дюна» Фрэнка Герберта. В рейтинге самых популярных жанров первое место заняли фантастика и фэнтези, второе — художественная литература, третье — детектив.
Шеф-редактором Storytel является Константин Мильчин, главным редактором переводчик Анастасия Завозова.

### Аудиосериалы
Созданием и выпуском аудиосериалов занимается специальное подразделение — Storytel Original.
В мае 2019 года российское подразделение компании выпустило свой первый аудиосериал «Пост», который написал и озвучил Дмитрий Глуховский, а саундтрек исполнил Тима Белорусских.
В апреле 2020 года был выпущен аудиосериал «Просто Маса», автором которого является Борис Акунин. Песни в аудиосериале исполнила актриса Анна Чиповская, а озвучил актёр Александр Клюквин.
В июне 2020 года на платформе вышел первый российский аудиосериал в жанре хоррора — «Тот, кто не спит», автором которого является Денис Бушлатов.
Осенью 2020 года планируется выход аудиосериала по новому роману Алексея Иванова «Тени тевтонов». Бумажная версия книги выйдет через два месяца после аудиосериала.
В ноябре 2020 года вышел первый аудиосериал «Медиаторики» о рок-музыке для детей.

### Подкасты
В октябре 2019 года на сервисе появились собственные подкасты. В течение года вышло более 25 подкастов, авторами и ведущими которых стали блогер и писатель Василий Аккерман, нейрохирург Алексей Кащеев, спортивный журналист Станислав Гридасов, певица и солистка группы Reflex Ирина Нельсон, писатель и учитель Артём Новиченков, культуролог Людмила Алябьева, литературный критик Константин Мильчин и др.. Также на сервисе доступны сторонние подкасты, среди которых подкасты Forbes, Батенька, да вы трансформер, Harper’s Bazaar и др..

### Приостановка деятельности
В марте 2022 года Storytel объявила о приостановке деятельности в России.